# Carlos Gallardo Gómez
Carlos Gallardo Gómez, né au Pérou le 4 janvier 1940 et mort le 21 août 2024, est un professeur d'université et homme politique péruvien. Il est ministre de l’Éducation entre le 6 octobre et le 24 décembre 2021.

## Biographie
Carlos Gallardo est titulaire d'un diplôme en enseignement à l'Université nationale d'éducation Enrique Guzmán y Valle (en) et une maitrise en éducation à l'Université de San Martín de Porres (en). 
Il travaille comme professeur dans plusieurs universités, notamment à l'Université des sciences et des sciences humaines (es), l'Université de San Martín de Porres (en). 
Il est le premier doyen national du Collège des enseignants du Pérou. Il a également travaillé comme directeur régional de l'éducation pour la métropole de Lima.
Le 6 octobre 2021, il est nommé ministre de l’Éducation au sein du deuxième gouvernement de Pedro Castillo. Dès sa nomination il est controversé, notamment en raison de son lien avec la « Fenate », le syndicat fondé par le président actuel en 2017.
Le 7 décembre 2021, le ministre est interrogé par le Congrès de la République, notamment sur un éventuel conflit d'intérêts avec le syndicat Fenate, son opposition à la réforme universitaire et son implication présumée dans la fuite des concours de l'enseignement du 13 novembre 2021.
Le 21 décembre 2021, Carlos Gallardo est censuré par le Congrès, avec 70 voix pour, 38 contre et 7 abstentions. Le 24 décembre, Pedro Castillo accepte la démission du ministre.